# Tienno Pattacini
Tienno Pattacini (Barco, 16 febbraio 1908 – Barco, 24 giugno 1978) è stato un musicista, compositore e paroliere italiano.
Per alcune composizioni ha usato gli pseudonimi Cabajo e Cabagio.

## Biografia
Tienno Pattacini nasce il 16 febbraio 1908 a Barco, frazione del comune di Bibbiano, figlio di un calzolaio e di una sarta.
E considerato capostipite e portabandiera del folclore emiliano, il cui repertorio musicale di ballabili per sax, clarinetto e fisarmonica è conosciuto ed eseguito non solo in Italia ma in tutto il mondo.
Nel 1918, terminate le scuole elementari, il padre lo inizia al mestiere di calzolaio consentendo nel contempo a Tienno di dedicarsi allo studio della musica.
Ancora giovanissimo, impara a suonare il quartino (clarinetto Mib) e nel 1928 viene ingaggiato dal Concerto Cantoni di Mezzani completando così la sua formazione sullo strumento e diventandone un virtuoso sostituendo nella formazione il celebre Jofini, solista.
Nel 1929 incide a Milano negli studi della prestigiosa Casa discografica La Voce del Padrone con i Cantoni Usignolo (valzer) e La Lupa (polca), brani che possono essere considerati precursori del ballo liscio. L'esperienza milanese gli apre nuovi orizzonti verso altri generi musicali d'oltre oceano e nuovi strumenti come il Sassofono al momento utilizzato in Italia solo nelle grandi bande militari.
Nel 1933, a venticinque anni, acquista un Sax Contralto Mib e compone il celebre valzer variato Battagliero fondando contemporaneamente l'Orchestra da ballo Pattacini, con la quale si esibirà anche con il clarino in Do e alla fisarmonica i famosi Barimar, Renato Benelli e Nello Tinterri.
Frequentando l'ambiente discografico milanese degli anni 30 e 40 (Columbia, Odeon, Carisch, Fonit Cetra, Vis Radio) è influenzato da nuovi stili d'oltre oceano, sperimentandone, come compositore, paroliere ed esecutore, nuovi ritmi e sonorità (Fox Trot, One Step, Ritmo Moderato, Woogie Woogie, Samba, Rumba, Beguine). Approfittando della disponibilità di turnisti di stanza a Milano e cantanti celebri del tempo (tra i quali Luciano Tajoli, Giorgio Consolini, Corrado Lojacono, Carla Stella, Nino Amorevoli, Bruno Bedogni, William Rossi) incide decine di dischi, che oggi fanno la felicità di tanti collezionisti. 
La sua vena compositiva e la sua elegante bravura di strumentista lo portano al successo coniando un particolare stile “alla Pattacini”, uno stile semplice ma profondo, fatto di virtuosismi dove ogni strumento solista (sax alto, clarino e fisarmonica) ha la propria importanza sempre al servizio di un ritmo fruibile dai ballerini.
Il successo dei suoi brani in tutta Italia è dovuto anche all'incessante impegno di Tienno Pattacini come editore musicale indipendente a partire dall’inizio degli anni '40. Negli anni '60 crea l'etichetta discografica Brusco.
L'orchestra da ballo Pattacini dagli anni '50 alla metà '70 ha contato tra i suoi ranghi solisti reggiani di primissimo piano come Glauco Caminati (fisarmonica), Vanni Catellani, Iller Pattacini e cantanti come Irene Vioni e Orio Cocconi.
Tra i brani da ballo più di successo vi sono i valzer Battagliero, Ardente, Ballo di Gara, Voluttuoso e Libeccio, le mazurche Lucciola, Isotta, Ala, Vittoria e Romanella, le polche Baldoria, Viva la Vita e Viva la Gigiota, il paso doble Pecoraio e i tanghi Argentinita e Chitarra Mia, le Canzoni Liscio Sono la Bersagliera, Emilia Mia, Barbera, Lambrusco e Toscan e Dag dal Gas.
Ci piace ricordare Tienno Pattacini anche per la sua vitalità e la schietta cordialità tipica delle terre dell'Emilia-Romagna.
Muore a Barco di Bibbiano a 70 anni il 24 giugno 1978.
In SIAE sono depositati a suo nome 387 brani musicali.

## Composizioni
- Battagliero (1933), valzer per sax contralto

## Discografia parziale

### 78 giri
cf. Collegamenti Esterni Columbia casa discografica, Odeon etichetta discografica, Fonit, Vis Radio, Excelsius
| Numero di catalogo | Anno             | Titoli                                                                             |
| ------------------ | ---------------- | ---------------------------------------------------------------------------------- |
| DQ 2523            | 1937             | Arra, Mazurca / Candore, valzer                                                    |
| DQ 2524            | 1937             | Pecoraio, paso doble / Oceano, valzer                                              |
| DQ 2525            | 1937             | Battagliero valzer variato, Strega                                                 |
| DQ 2527            | 1937             | Romanella mazurca/Vieni al Mare                                                    |
| GO 19378           | 1938             | Piccola Fonte Blu/Fox di Primavera                                                 |
| GO 19384           | 1939             | Piccola Fonte Blu/Fox di Primavera                                                 |
| GO 19385           | 1939             | Valzer di Gigella/Pippo                                                            |
| GO 19386           | 1940             | Clarino Brillo/Un Bacio a Iller                                                    |
| GO 19387           | 1940             | Ciclone/Loretta                                                                    |
| GO 19825           | 1940             | Bersagliera/Armonioso                                                              |
| GO 19827           | 1940             | Arlecchino/Canto per Te Amore                                                      |
| GO 19828           | 1940             | Chitarra Appassionata / Sotto la Luna (canta Nino Amorevoli)                       |
| GO 19953           | 1940             | Zampognaro/Sole                                                                    |
| GO 19825           | 1940             | La Bersagliera/Armonioso                                                           |
| GO 19955           | 1940             | Viva Nicola (Nicola Bernardo e i clienti dell'osteria)/Reginella (Renato Benelli)  |
| GO 19956           | 1940             | Tramonto Triste/Bigi                                                               |
| GO 20113           | 1940             | La Bella Montanara/E Fai la Rota!...                                               |
| GO 20125           | 1940             | Amore in Tandem/Bimba sei senza Cuore                                              |
| GO 20128           | 1940             | Viva la Vita/Scabroso (Fisarmonica Renato Benelli)                                 |
| GO 20285           | 1941             | Nilo/Suona la Sirena                                                               |
| GO 20288           | 1941             | Al Tramontar del Sole                                                              |
| GO 20289           | 1941             | Meneghina                                                                          |
| GO 20306           | 1941             | Canta Sirena/Paesaggio                                                             |
| GO 20444           | 1941             | Giocoliere Barimar fisarmonica /Il Nonno Innamorato                                |
| TW 3149            | 1946             | Mugge la bufera/Triste ritorno                                                     |
| TW 3150            | 1946             | Quando splendono le stelle/Che cos'è                                               |
| TW 3151            | 1946             | Ho perso qualche cosa/Serenata dei sogni                                           |
| TW 3152            | 1946             | Piccoli profughi/Te quiero                                                         |
| TW 3153            | 1946             | Chitarra nella notte/Sospiro spagnolo                                              |
| TW 3154            | 1946             | Romagnolo/Ay muchacho                                                              |
| TW 3155            | 1946             | Alone/Fiorella                                                                     |
| TW 3227            | ?                | Ardita/Il Passerotto                                                               |
| TW 3228            | ?                | Va la Carovana/Taci!                                                               |
| TW 3229            | ?                | Spagnola mia/Baciandoti le Mani                                                    |
| TW 3230            | ?                | Signorina dell'ufficio/Malinconica notte                                           |
| TW 3324            | 1946             | Valzer della Botte/Cristallina                                                     |
| TW 3325            | 1946             | Battagliero/Mammola (fisarmonica Iller Pattacini "Hiller")                         |
| TW 3326            | 1946             | Canzone mia/Ti dirò perché                                                         |
| TW 3327            | 1946             | Suona Tzigano/Una campana della sera                                               |
| P 202              | 1942             | Con un Bacio/Appassionato Tango                                                    |
| P 209              | 1942             | Vento / Vela                                                                       |
| P 210              | 1942             | Argillo / Verbena                                                                  |
| P 211              | 1942             | Oro / Boscaiola                                                                    |
| P 427              | 1942             | Chitarra Mia (canta Franco Foracchia/Tu fra le Stelle                              |
| P 428              | 1942             | Sol del Rio (canta Franco Foracchia/Negrito                                        |
| P 429              | 1942             | La Ciucciariella di don Ciccio/Mariella                                            |
| P 431              | 1942             | Idolo/Lauretta                                                                     |
| P 561              | 1942             | Viva la Vita Polca/Gioiello canta Vasco Fontanili                                  |
| P 562              | 1942             | Isotta Mazurca/Scabroso (fisarmonica solista R.Benelli)                            |
| P 563              | 1942             | Ardente/Viva la Sposa                                                              |
| P 564              | 1942             | Solo tu/Spagnola bella                                                             |
| P 565              | 1942             | Togo/Cucciola                                                                      |
| P 565              | 1942             | Bimba sei senza cuore/Meneghina                                                    |
| P 567              | 1942             | Argentinita / Invocazione                                                          |
| P 586              | 1942             | Alpina / Pettirosso Fisarmonica Solista Barimar                                    |
| P 587              | 1942             | Paesello/Lorellina solista Fisa Mario Barigazzi ‘Barimar'                          |
| P 667              | 1942             | Campanero/Piccolo tesoro                                                           |
| P 669              | 1942             | Chitarra Mia/Tango a Lena canta William Rossi                                      |
| P 670              | 1942             | Carta Canta/ Ah se fossi Giovanotto, canta Pippo Starnazza                         |
| P 671              | 11 maggio 1942   | Tango a Mimì (canta Villi Rossi)/El Torero                                         |
| P 672              | 1942             | Rosali/Nel tuo cuor canta Angelo Servida                                           |
| P 677              | 1942             | Liletto/Balla la Suocera                                                           |
| P 691              | 1942             | Liletto/Muchacha                                                                   |
| P 730              | 1942             | Non Dormir piu                                                                     |
| P 752              | 1942             | Tamburello                                                                         |
| P 757              | 1943             | Perche non Torni (canta William Rossi)/Chi conosce la Giovanna? (canta R.Colli)    |
| P 759              | 11 maggio 1943   | Tango a Mimì (canta Villi Rossi)/El Torero, fisarmonica Renato Benelli             |
| P 760              | 1943             | Reggianina/Cappuccetto canta Carlastella                                           |
| P 769              | 1943             | Giaggiolo/Villanella                                                               |
| P 770              | 1943             | Fiorente/Pioggia                                                                   |
| P 772              | 1943             | Civettuola                                                                         |
| P 773              | 1943             | Fior di Campo fisarmonica solista Barimar/Billa                                    |
| P 784              | 1943             | Mina/Folletto                                                                      |
| P 792              | 1943             | Voluttuoso valzer viennese                                                         |
| P 851              | 1947             | Fiorina / Trottola                                                                 |
| P 859              | 1947             | Partiro / Tango a Irene                                                            |
| P 860              | 16 ottobre 1947  | Il valzer dello Spirù                                                              |
| P 861              | 1947             | Faro / Stella                                                                      |
| P 862              | '1947            | Tango dei Baci                                                                     |
| P 878              | 1947             | Il Clarino Innamorato / Baia                                                       |
| P 880              | 1947             | Miralago / Flora                                                                   |
| P 881              | 1947             | Il Clarino Ubriacone / Gringo                                                      |
| P 882              | 1947             | Mirasole/ Pulcinella                                                               |
| P 883              | 1947             | Giglio / Coppi Scappa                                                              |
| P 884              | 1947             | Il Valzer dello Spiru canta Carlastella / Va la CArovana                           |
| P 935              | 1948             | Quando Telefoni/Notte sul Gange (canta Carlastella                                 |
| P 938              | 1948             | Dag dal Gassulla vespa, canta Corrado Lojacono/L'Oca Canterina canta William Rossi |
| P 943              | 1948             | Un giorno.../Chitarrita                                                            |
| P 945              | 1948             | Cico/Îl Gatto Rosso e Blu                                                          |
| P 947              | 1948             | Verde Pino/Un bacio ad Angela                                                      |
| P 970              | 1949             | Flora/Biancaneve                                                                   |
| P 979              | 1949             | La Polca del Gatto                                                                 |
| P 989              | 1949             | Valzer dell'Ascensore/Mazurca di Petronilla                                        |
| P 990              | 1949             | Tango degli Emigranticanta William Rossi                                           |
| P 993              | 1949             | Dora/Condor                                                                        |
| P 994              | 1949             | Scintille/El torero enamorado                                                      |
| P 995              | 1949             | Madrilena/Lilianita                                                                |
| P 996              | 1949             | Milanita/Tango degli emigranti                                                     |
| P 997              | 20 dicembre 1949 | Guardandoti negli occhi/Catalana                                                   |
| DQ 2523            | 1937             | Arra, Mazurca / Candore, valzer                                                    |
| DQ 2524            | 1937             | Pecoraio, paso doble / Oceano, valzer                                              |
| DQ 2525            | 1937             | Battagliero valzer variato, Strega                                                 |
| DQ 2527            | 1937             | Romanella mazurca/Vieni al Mare                                                    |
| SE 7888            | ?                | Miramonte, Valzer                                                                  |
| SE 7892            | ?                | Pupo / Notte appassionata                                                          |
| SE 7893            | ?                | Luna Velata, Non Tornerò, canta P.Liggeri                                          |
| 5243               | 1932             | Vallone/Pucci                                                                      |
| 6009               | 1932             | Clarinetto Ballerino/Dolce Chitarra                                                |
| 9126               | 1942             | Giglio/A Toledo                                                                    |
| 9127               | 1942             | Sueno/Con un Bacio                                                                 |
| 9129               | 1942             | Romagnolo/Santander                                                                |
| 9133               | 1942             | Tu sei l'incanto/Samba del pollaio                                                 |
| 9134               | 1942             | Argento Vivo/Mirta                                                                 |
| 9132               | 1942             | Battagliero/Fiorella                                                               |
| 9135               | 1942             | Nera/Samba Sport (Comp. Piero Bertani)                                             |
| 9137               | 1942             | Dove Vai/Tira a Campa                                                              |
| 9140               | 1942             | Notte a Siviglia/Arcobaleno                                                        |
| 9143               | 1942             | Turchino/Alba                                                                      |
| 9143               | 1942             | Meriggio/Alba                                                                      |
| 9144               | 1942             | Ambra/Arco                                                                         |
| 9145               | 1942             | Aliante/Birba                                                                      |
| 9146               | 1942             | Stornelli di Nostalgia/Fontana Mia                                                 |
| 9165               | 1942             | Ivana/Un bacio a Iller                                                             |
| 9166               | 1942             | Vecchi Motivi/Balla la Nonna                                                       |
| 9169               | 1942             | Dimenticare/Ricorda                                                                |
| 9173               | 1942             | Clarinetto Allegro/Balla Clorinda                                                  |
| 9174               | 1942             | Brunetto/Estrella                                                                  |
| 9175               | 1942             | Vampiro/Rusticanella                                                               |
| 9176               | 1942             | Sol de Rio/Negrito                                                                 |
| 9177               | 1942             | Gasparone Innamorato/Companero                                                     |
| 9194               | 1942             | Jose Carioca/Luna Lunera                                                           |
| 9201               | 1942             | Dimenticare/Fammi Sognare                                                          |
| 9202               | 1942             | Cartoni Animati/Ricorda                                                            |
| 9204               | 1942             | Il Gatto Rosso e Blu/Quando ti Penso                                               |
| 9205               | 1942             | Sueno                                                                              |
| 9209               | 1942             | Egeo/Pastorella                                                                    |
| 9207               | 1942             | Gaio/Musa                                                                          |
| 9210               | 1942             | Tindabu/La Campana della Pace                                                      |
| 9235               | 1942             | Cancion de Nostalgia/La Paperina                                                   |
| 9236               | 1942             | Il Re del Polo Nord/Il gatto di Maria                                              |
| 9256               | 1942             | Turchino/Baia                                                                      |
| 9253               | 1942             | Azzurro/Rebecca                                                                    |
| 9266               | 1942             | Santander                                                                          |
| 9280               | 1942             | Coppi Coppissimo/Carbonero                                                         |
| 9281               | 1942             | Guardandoti negli Occhi/Suona Tzigano                                              |
| 9283               | 1942             | Orizzonte/Pioggia                                                                  |
| 9285               | 1942             | Giaggiolo/Stella                                                                   |
| Vi-5242            | 1955             | Viva il Barbera/Balla la Gallina                                                   |
| Vi-5243            | 1955             | Vallone/Pucci                                                                      |
| Vi-5244            | 1955             | Bocca Rossa/Ciccina                                                                |
| Vi-5256            | 1955             | Ballerina/Brontolone                                                               |
| Vi-5257            | 1955             | El Tiempo/La Pulce Ballerina                                                       |
| Vi-5258            | 1955             | Sospiro Spagnolo/Callao                                                            |
| Vi-5351            | 1955             | T.P. Tango/El Jorobado                                                             |
| Vi-5353            | 1955             | La Perpetua e il Sacrestano/La Suocera Allegra                                     |
| Vi-5512            | 1956             | Anda anda/Sax burlone                                                              |
| Vi-5513            | 1956             | Me gusta/Clarinetto ballerino                                                      |
| Vi-5639            | 1956             | Alza Bandiera/Galoppata nel West                                                   |
| Vi-5640            | 1956             | Alicante/Lilli                                                                     |
| Vi-5641            | 1956             | Vecchia Polca/Arlecchino                                                           |
| Vi-5642            | 1956             | Ricordati Marcellino/Rin tin Tin                                                   |
| Vi-5712            | 1957             | Nueva Laredo/Rumba del Sole                                                        |
| Vi-5713            | 1957             | Vino Vino di A.North/Martinica                                                     |
| Vi-5714            | 1957             | Tani Tani/Johnny Rumba                                                             |
| Vi-6009            | 1958             | Dolce Chitarra                                                                     |
| Vi-6010            | 1958             | Lontano Amor/Fammi Sognar                                                          |
| Vi-6013            | 1958             | Cari Ricordi/Macao                                                                 |
| Vi-6014            | 1958             | Allegra Sivigliana/Santander                                                       |
| Vi-6018            | 1958             | Terremoto/Monellina                                                                |

### 33 giri
1968 - I grandi successi di Tienno Pattacini  (Brusco, BR LP 1)

### 45 giri
1957 - Cicerone/Fagiolino (Odeon,  MFOQ 32027)
1958 - Voluttuoso/Clarinetto pazzo (Odeon,  MFOQ 32085)
20 marzo 1959 - Battagliero/Argentinita (Odeon, MSOQ 5203)
1960 - Barbanera/La Marietta (Odeon, MSOQ 5262)